# Pomnik Roberta E. Lee w Nowym Orleanie
Pomnik Roberta E. Lee w Nowym Orleanie – pomnik poświęcony generałowi Robertowi E. Lee, znajdujący się w Nowym Orleanie w latach 1884–2017. Jego autorem był rzeźbiarz Alexander Doyle. W 1991 wpisany do Narodowego Rejestru Miejsc Historycznych. Obiekt został zdemontowany decyzją władz miejskich 19 maja 2017.

## Historia
Wysiłki na rzecz stworzenia pomnika rozpoczęły się już w 1870, na krótko po śmierci generała. Robert E. Lee Monument Association do 1876 zebrało na ten cel ponad 36 tysięcy dolarów. Przewodniczącym stowarzyszenia był Charles E. Fenner, sędzia Sądu Najwyższego Luizjany. Do stworzenia pomnika zatrudniono rzeźbiarza Alexandra Doyle’a. Granitowa podstawa i cokół zostały zaprojektowane i zbudowane przez architekta Johna Raya.
Pomnik został uroczyście odsłonięty w 1884. Wśród obecnych byli Jefferson Davis oraz generał Pierre G.T. Beauregard.
W 1953 pomnik przechodził remont.
18 maja 2017 władze Nowego Orleanu ogłosiły, że pomnik generała Roberta E. Lee zostanie usunięty następnego dnia. Następnego dnia posąg Lee został odłączony, a następnie usunięty i opuszczony dźwigiem z cokołu kolumny. Burmistrz miasta Mitch Landrieu wygłosił przemówienie, w którym omówił historyczny kontekst postaci generała Lee i przyczynę usunięcia pomnika.